# United World College Thailand
Колледж объединённого мира в Таиланде (англ. United World College Thailand International School (UWCT), тайск. UWC ประเทศไทยโรงเรียนนานาชาติ — международная школа для детей от 2 до 18 лет и школа-пансион для подростков от 16 до 18 лет, обучающая по сквозной программе международного бакалавриата (en:IB Primary Years Programme, en:IB Middle Years Programme, en:IB Diploma Programme), и являющаяся одним из 18 колледжей образовательного движения «Колледжи объединенного мира» (United World Colleges, UWC). Школа была основана в 2008 г., и до присоединения в 2016 году к движению Колледжей объединённого мира носила название «Международная академия Пхукета» (англ. Phuket International Academy Day School, PIADS).
Школа находится у подножия национального парка тропических дождевых джунглей «Кхао Пра Тэо» (тайск. เขตห้ามล่าสัตว์ป่าเขาพระแทว, англ. Khao Phra Thaeo Non-Hunting Area) на о. Пхукет, Таиланд. Колледж расположен по соседству и является некоммерческим партнёром спортивного wellness-комплекса «Таньяпура» Архивная копия от 21 апреля 2019 на Wayback Machine (англ. Thanyapura), специализирующегося на тренировке профессиональных атлетов. Таким образом ученики школы имеют доступ к инфраструктуре комплекса, а также к его спортивным, оздоровительным и mindfulness-программам как в рамках школьной программы так и в качестве дополнительных занятий для повышения мастерства или активного отдыха в зависимости от их интересов. Благодаря этому ученики и выпускники регулярно участвуют и занимают призовые места на местных и международных соревнованиях, включая Южноазиатские игры и Олимпийские игры.